# Sommelier de cerveja
Um sommelier de cerveja, também conhecido como cicerone, é um profissional treinado, trabalhando na indústria da hospitalidade e bebidas alcoólicas, especializado no serviço e conhecimento de cerveja. O conhecimento necessário para a certificação inclui compreensão de estilos de cerveja, fabricação, ingredientes, história da bebida, copos, serviço mediante torneiras, degustação de cerveja e combinações com alimentação. A profissão é relativamente nova e de demanda crescente.

## Campeonato Mundial de Sommelier de Cerveja
O Campeonato Mundial de Sommelier de Cerveja é organizado desde 2009 a cada dois anos, organizado pela Doemens Akademie.
- 2009 em Sonthofen: Karl Schiffner (Aigen-Schlägl, Áustria)
- 2011 em Anif: Sebastian Priller (Augsburgo,[8] Alemanha)
- 2013 em Munique: Oliver Wesseloh (Hamburgo,[9] Alemanha)
- 2015 em São Paulo: Simonmattia Riva (Bérgamo,[10] Itália) seguido por Frank Lucas (Störtebeker Braumanufaktur) e Irina Zimmermann (ambos da Alemanha)[11]
- 2017 em Munique: Stephan Hilbrandt (Bonn,[12] Alemanha)
- 2019 em Rimini: Elisa Raus (Störtebeker Braumanufaktur, Alemanha) seguido por Patrick Thomi da Suíça e Michael Friedrich da Alemanha.[13]